# Flying Bulls
Die Flying Bulls sind eine in Salzburg stationierte private Flugzeugflotte, die dem österreichischen Unternehmer, Milliardär und Flugzeugliebhaber Dietrich Mateschitz gehörte.

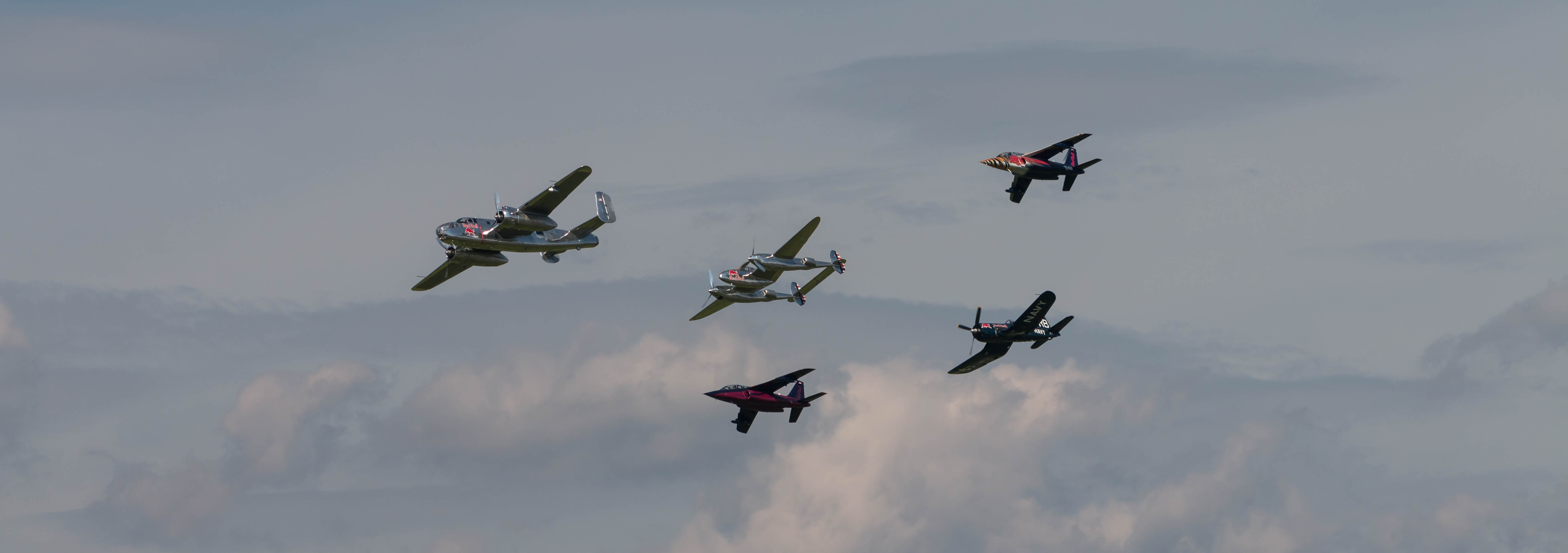
Die Flying Bulls gemeinsam bei der AirPower 2016

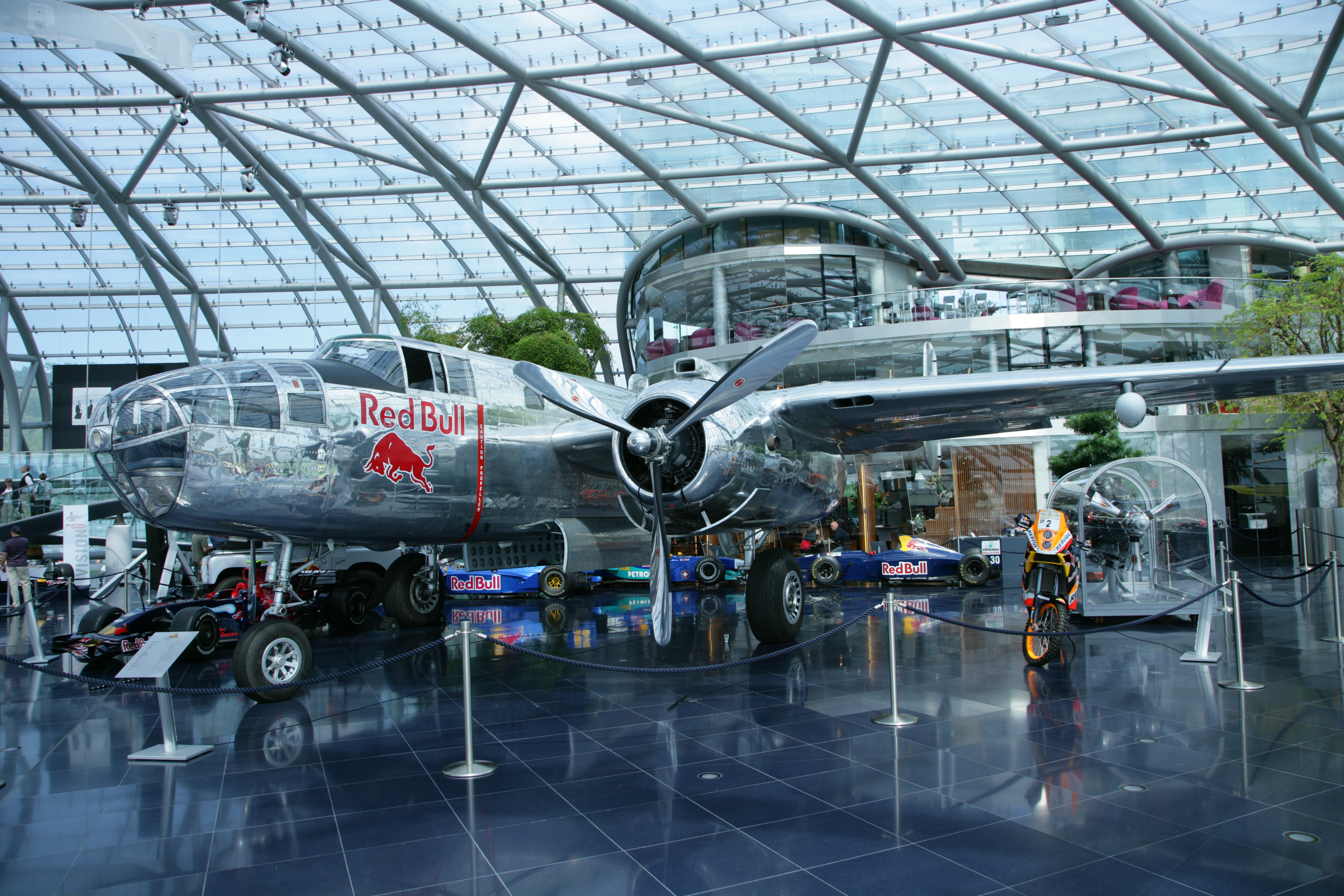
B-25J „Mitchell“ mit verglaster Nase im Hangar-7

## Geschichte
Die Flying Bulls besitzen einen extra für sie errichteten Hangar-7, zu den dort untergebrachten Fluggeräten gehören unter anderem eine Douglas DC-6B, die einst dem jugoslawischen Staatspräsidenten Tito gehörte, ebenso wie eine Pilatus PC-6, einige (4 + 2 Standmodelle + 1 Simulator) demilitarisierte Alpha Jets, die bei vielen Flugshows mit spektakulärer Aerobatik im Einsatz sind, und neun Hubschrauber. Dazu gehörte auch der einzige zivil zugelassene amerikanische Kampfhubschrauber vom Typ Bell TAH-1F Cobra, die Trainingsversion des AH-1 Kampfhubschraubers. Bei Ezell Aviation in Texas wurde eine Lockheed P-38L Lightning wieder in einen flugfähigen Zustand versetzt. Ihr Erstflug nach der Rekonstruktion fand am 2. Juni 2008 statt. Die Lightning ist seit März 2009 im Hangar-7 stationiert.
Des Weiteren gehören unter anderem eine kunstflugtaugliche Bölkow Bo 105, eine Bell 47G-3B-1, eine North American T-28, der Bomber North American B-25J, eine Chance Vought F4U, ein Wasserflugzeug vom Typ Cessna Amphibian Caravan, eine Boeing-Stearman PT-17, eine Fairchild PT-19 sowie seit 2021 eine P-51D Mustang der Flotte der Flying Bulls an.
2013 erlebte eine Bristol 171 Sycamore ihren zweiten Frühling durch die Flying Bulls. 2023 stieß die Sikorsky S-58 zur Sammlung der Flying Bulls. Das Hubschraubermodell ist bekannt aus dem Fernsehserie Trio mit vier Fäusten.

### Sigi Angerer
Die Flugzeugsammlung der Flying Bulls geht mit auf den Kunstflugpiloten Siegfried „Sigi“ Angerer (2. August 1949 – 3. Oktober 2022, Salzburg) zurück. Er machte mit 15 seine ersten Flugerfahrungen und absolvierte insgesamt über 24.000 Flüge auf 70 Flugzeugtypen. 1990 als Pilot einer Vought F4U Corsair bei einer Flugshow in Innsbruck traf er Didi Mateschitz. Er lehrte Mateschitz das Fliegen einer Piper PA-18 und gewann ihn (mit Red Bull) als Sponsor für seine Corsair. Gemeinsam wurde 1999 das Unternehmen Flying Bulls gegründet, Angerer war Chefpilot, bis er 2012 in den Ruhestand ging.
Angerer überstellte die B-25 fliegend von den USA nach Österreich und auch die Lockheed P-38 Lightning. Er vermittelte sein breites Wissen und die Leidenschaft für historische Flugzeuge.
Bei seinem Tod hinterlässt er Ehefrau und zwei Kinder.

## Flotte

Flugzeuge der Flying Bulls
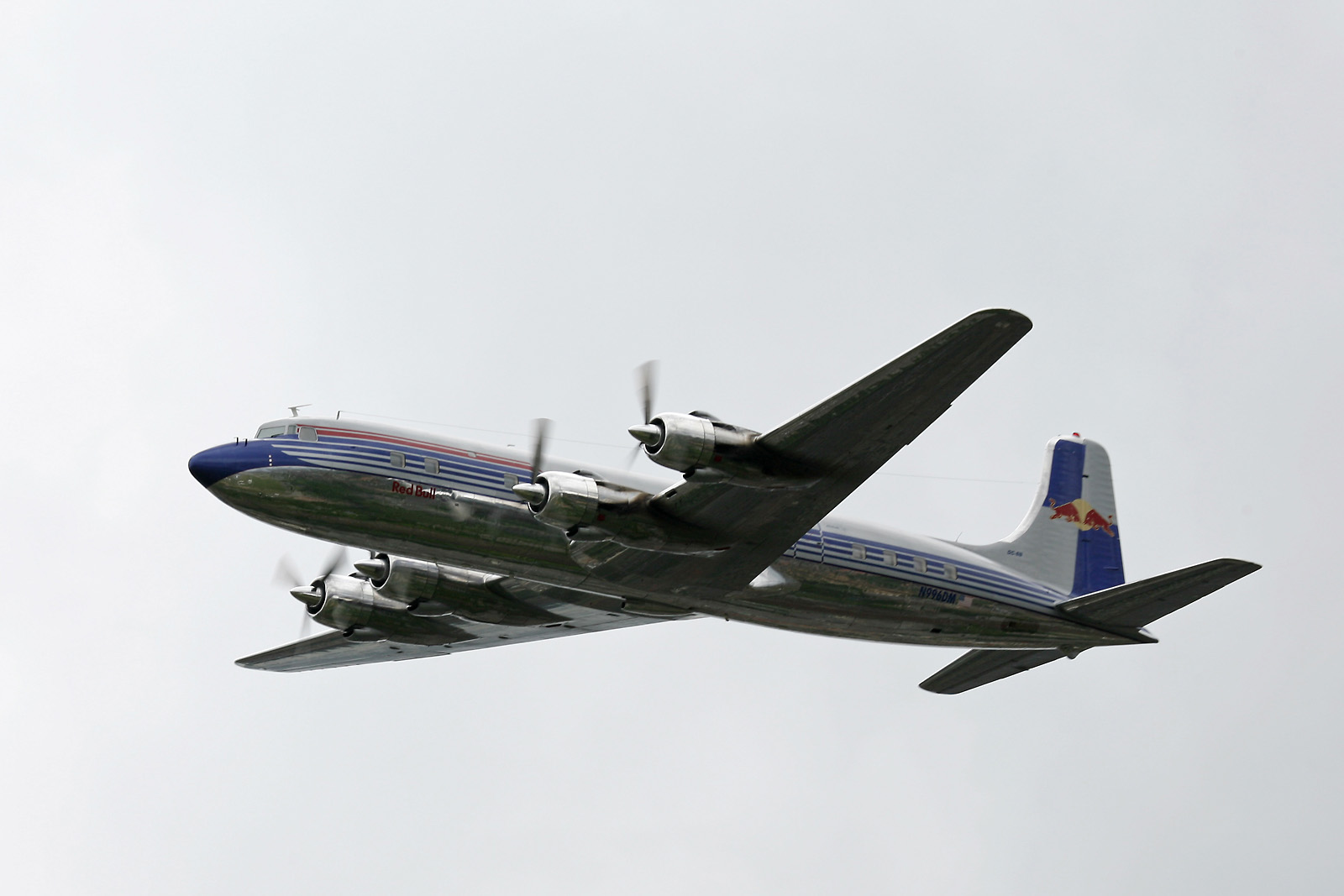
Die Douglas DC-6B der Flying Bulls über Berlin
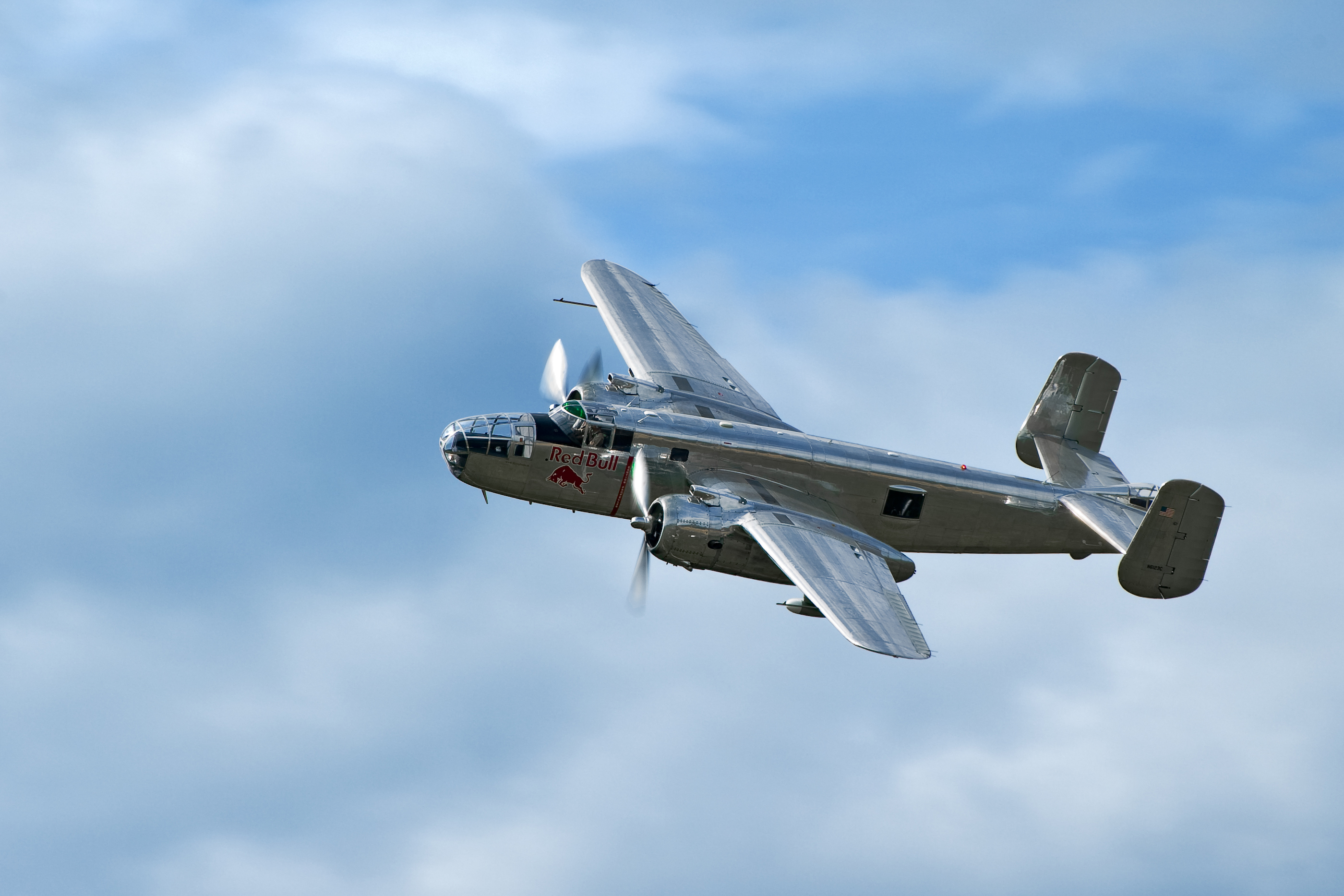
B-25 Mitchell über dem Flugplatz Hahnweide
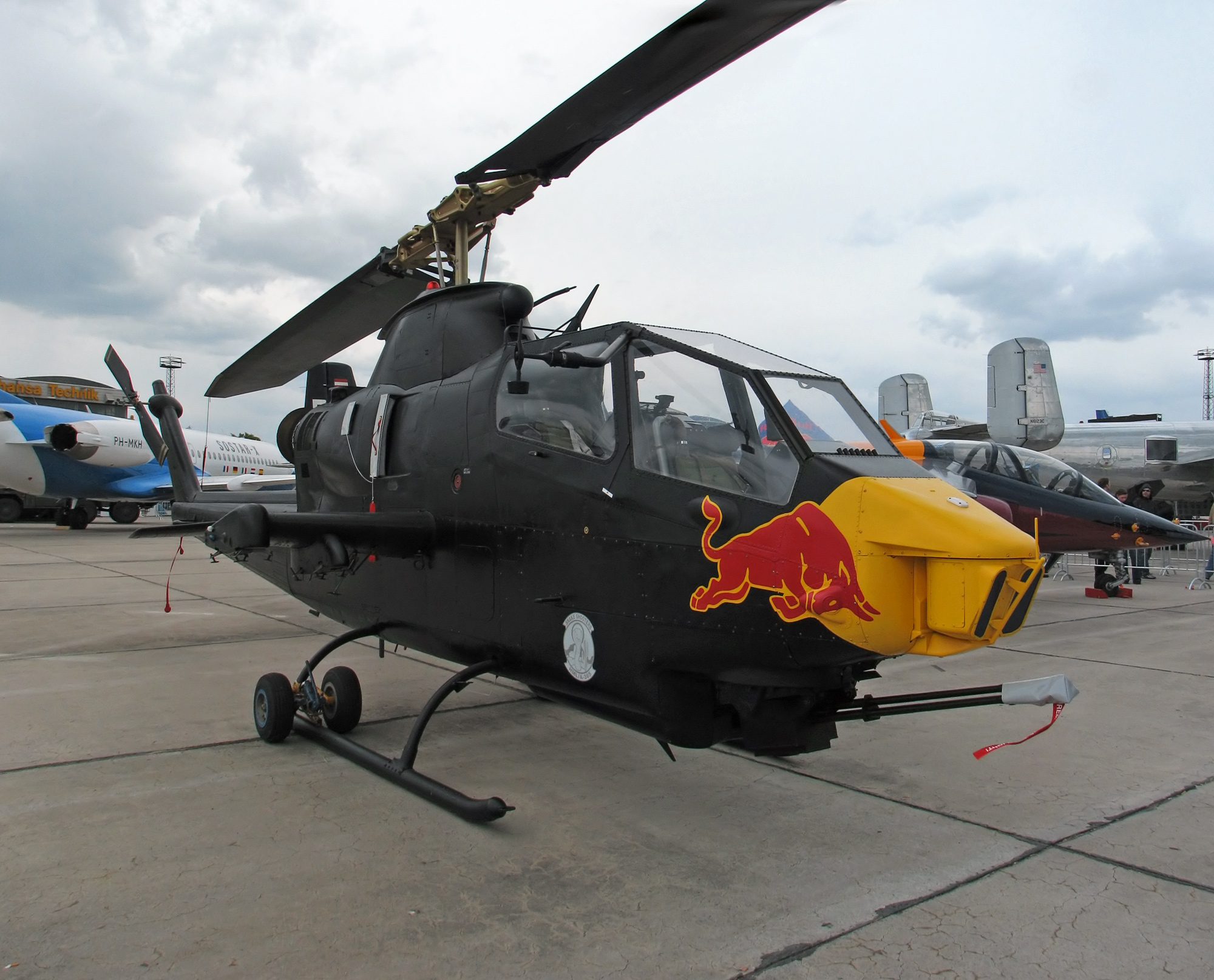
Bell AH-1 Cobra der Flying Bulls
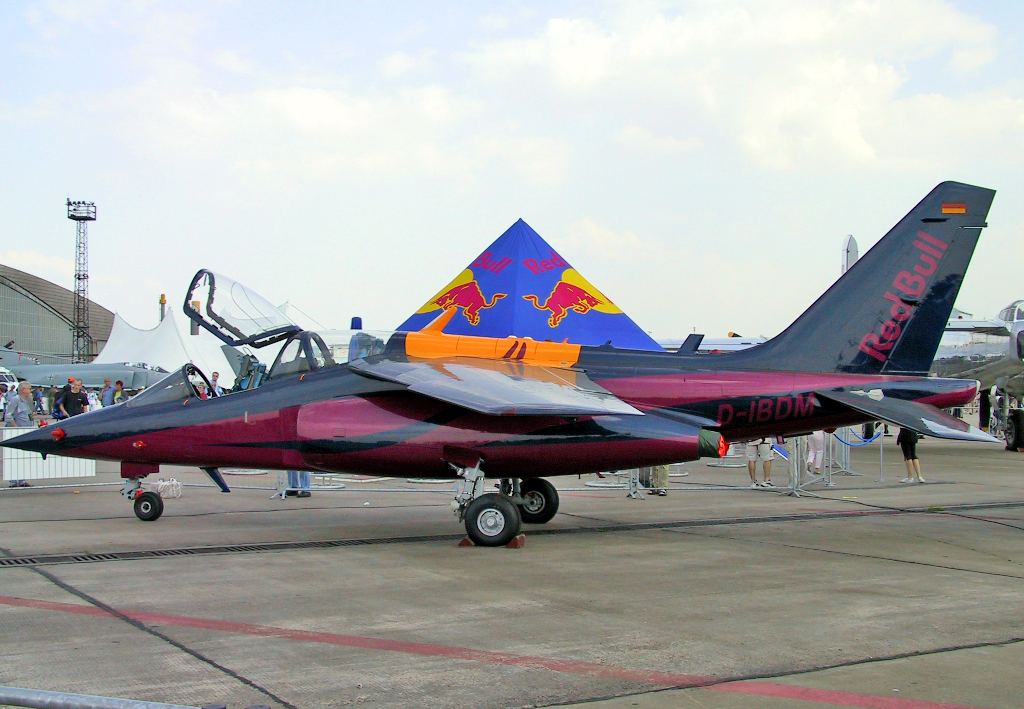
Alpha Jet von Flying Bulls auf der ILA 2002
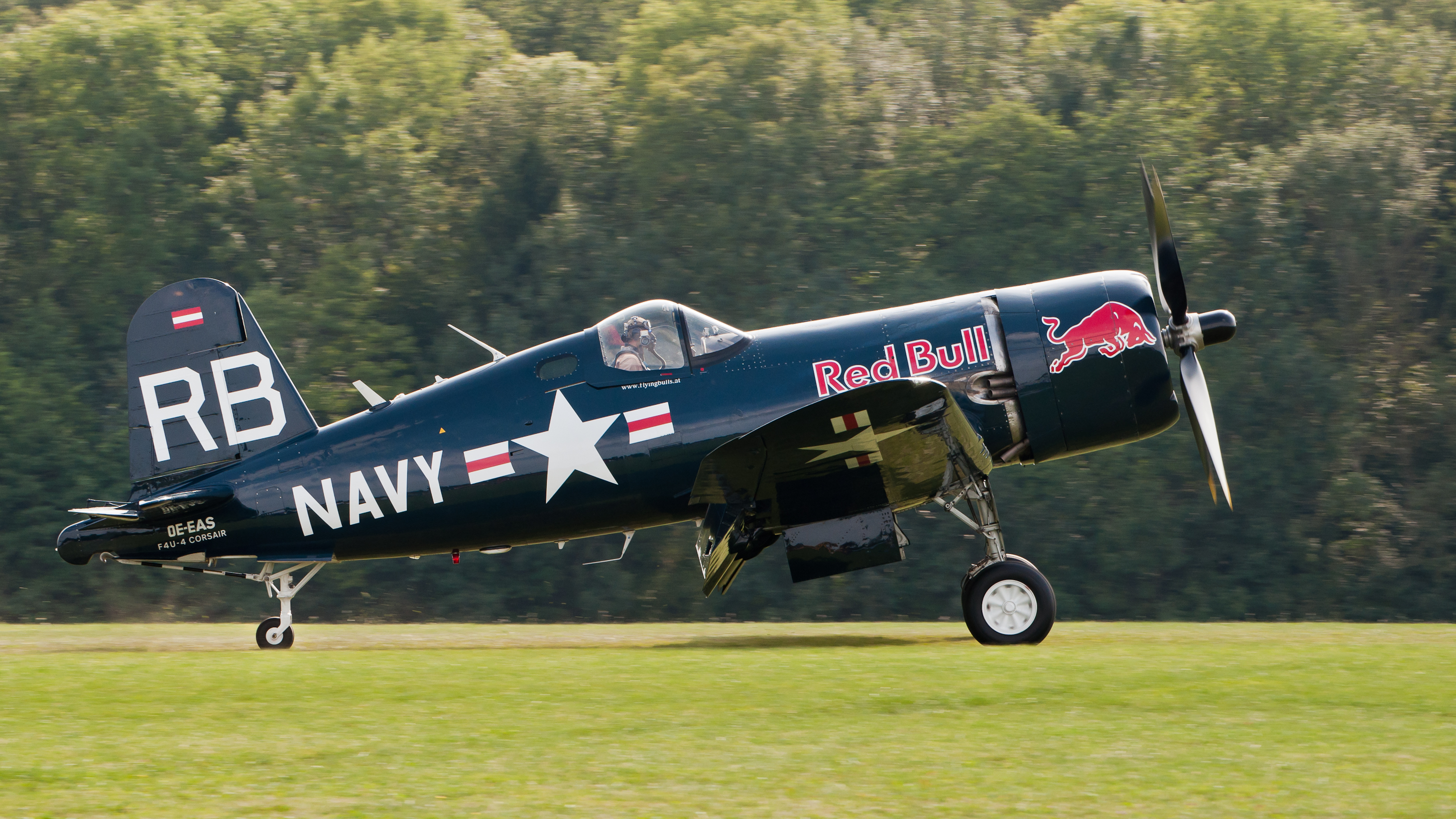
Vought F4U-4 Corsair beim Oldtimer Fliegertreffen Hahnweide 2013
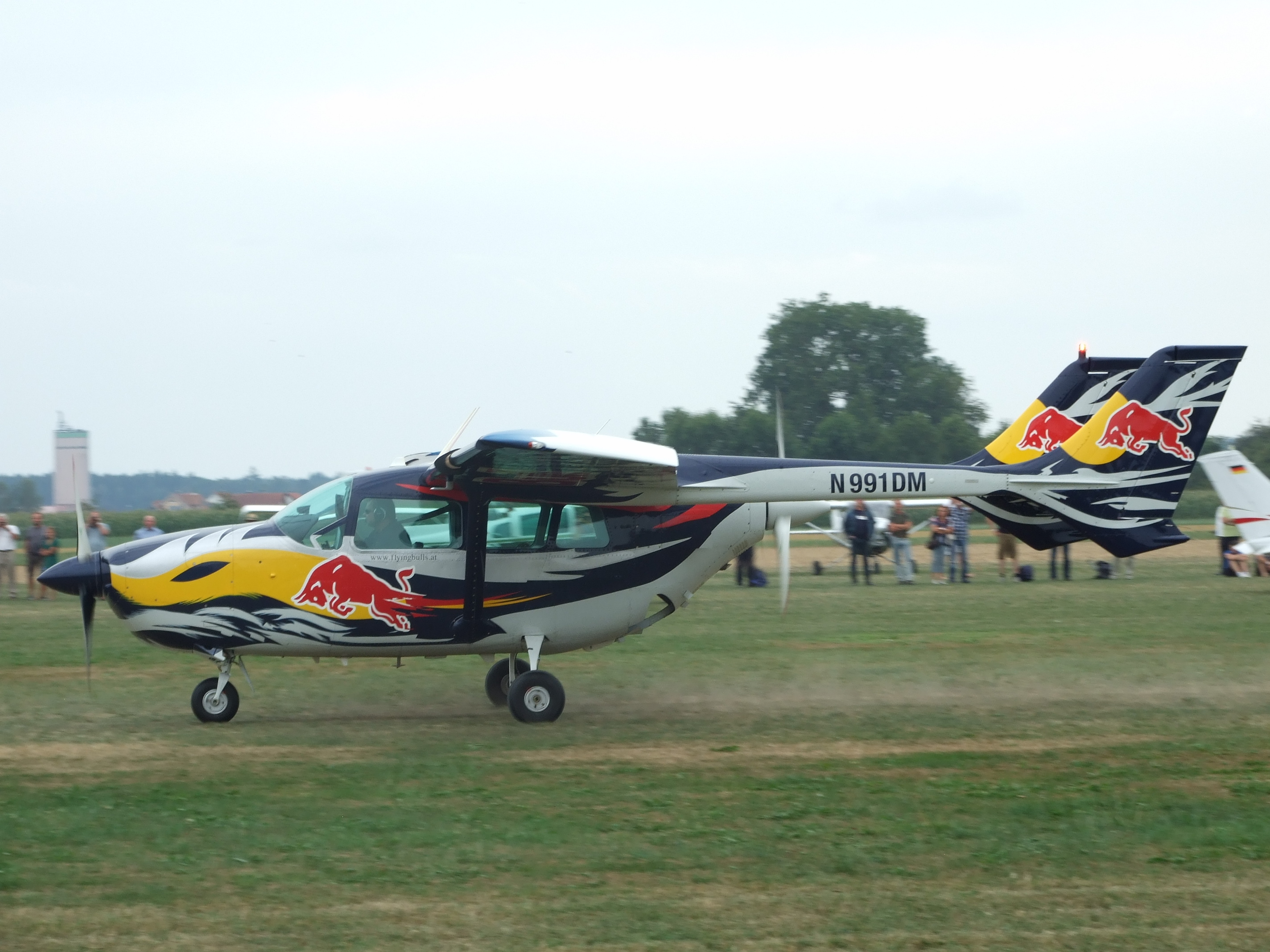
Cessna 337 Skymaster beim größten Fliegertreffen Europas, „Tannkosh“ 2013
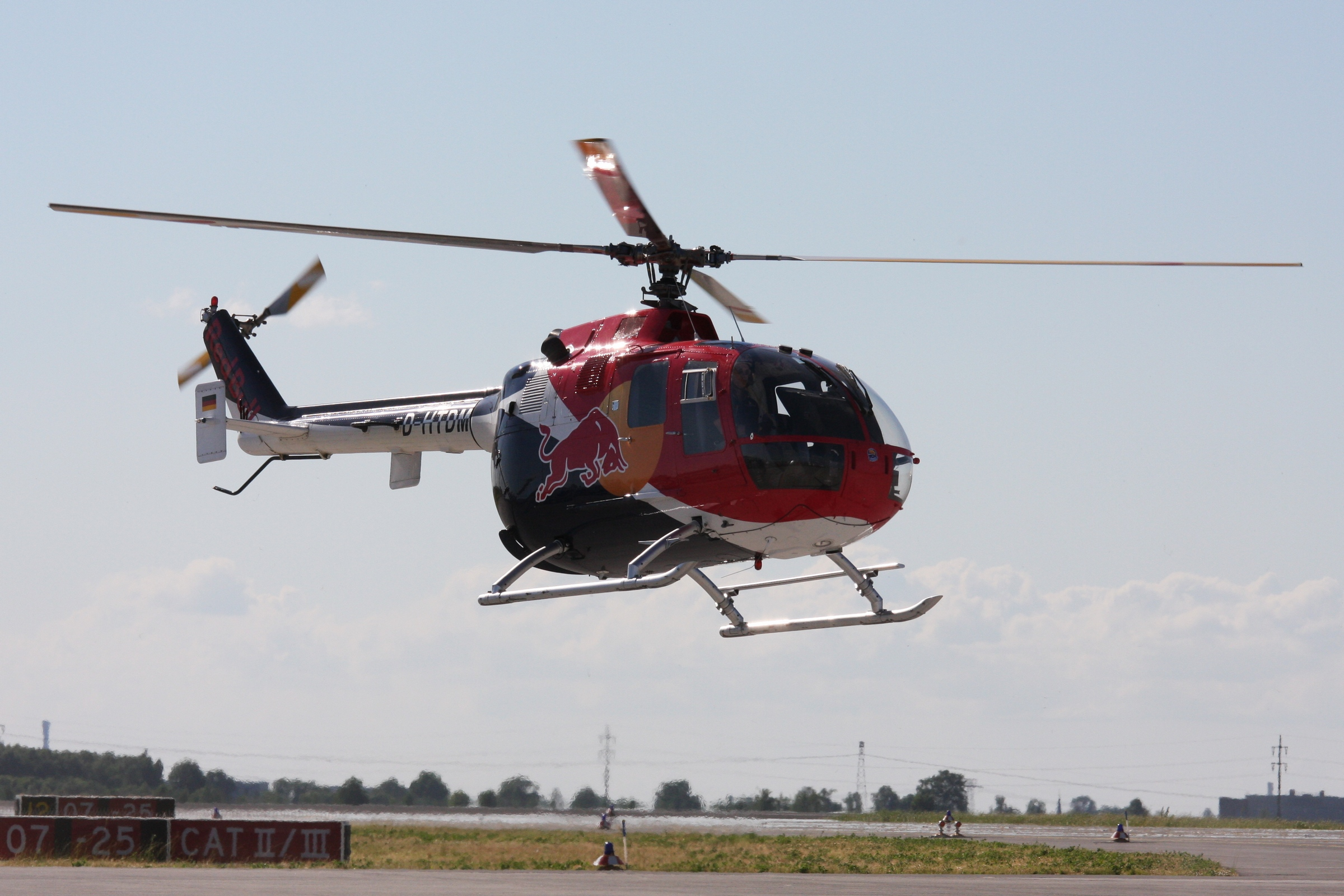
Bo105 auf der ILA 2010

## Zwischenfälle
Eine Bede 5J „Microjet“ (Kennzeichen N53EJ) verunglückte am Nachmittag des 1. Mai 2013 bei Baumkirchen im Tiroler Inntal. Der seit Jahren für die Flying Bulls tätige deutsche Pilot meldete Probleme und erwog eine Notlandung auf der Inntalautobahn, musste jedoch dann zwischen Baumkirchen und Mils notlanden. Das Flugzeug prallte dabei gegen einen Hang, der Pilot kam ums Leben.
Auf dem Rückflug von einer Flugshow in Polen stürzte am 20. Juni 2021 eine North American T-28B „Trojan“ (OE-ESA, Baujahr 1954) nahe Jickovice in Tschechien ab, wobei der Pilot zu Tode kam. Die Maschine wurde 1954 in den USA gebaut und war bis 1965 als Trainer bei der U.S. Navy in Washington, D.C. im Einsatz. Ein Privatmann restaurierte die Maschine in den USA, wo sie vom ehemaligen Chefpiloten der Flying Bulls Sigi Angerer 1987 gekauft wurde. Zerlegt kam sie im 40-Fuß-Container via Land-See-Landtransport in die Schweiz, wo sie zusammengebaut wurde. Sie war eines der ersten Flugzeuge der Flying-Bulls-Sammlung.